# Parafia św. Józefa Oblubieńca Najświętszej Maryi Panny w Międzyrzecu Podlaskim
Parafia świętego Józefa Oblubieńca Najświętszej Marii Panny – parafia rzymskokatolicka w Międzyrzecu Podlaskim należąca do diecezji siedleckiej.

## Terytorium parafii
- Ulice: Brzeska (część), Garbarska, Jatkowa, Komarówka, Kościuszki, Lubelska (część), Nadbrzeżna, Nassuta, Nowa, Osiedle Zrembowskie, Partyzantów i Osiedle przy ul. Partyzantów, Plac Jana Pawła II, Podłęczna, Pułaskiego, Spółdzielcza, Warszawska (część), Zarówie (część),
- Miejscowości: Dołhołęka (45 osób), Halasy (480 osób), Łukowisko (340 osób), Rudniki (105 osób), Sitno (245 osób), Tłuściec (460 osób), Utrówka (85 osób), Wysokie (460 osób), Żabce (450 osób).

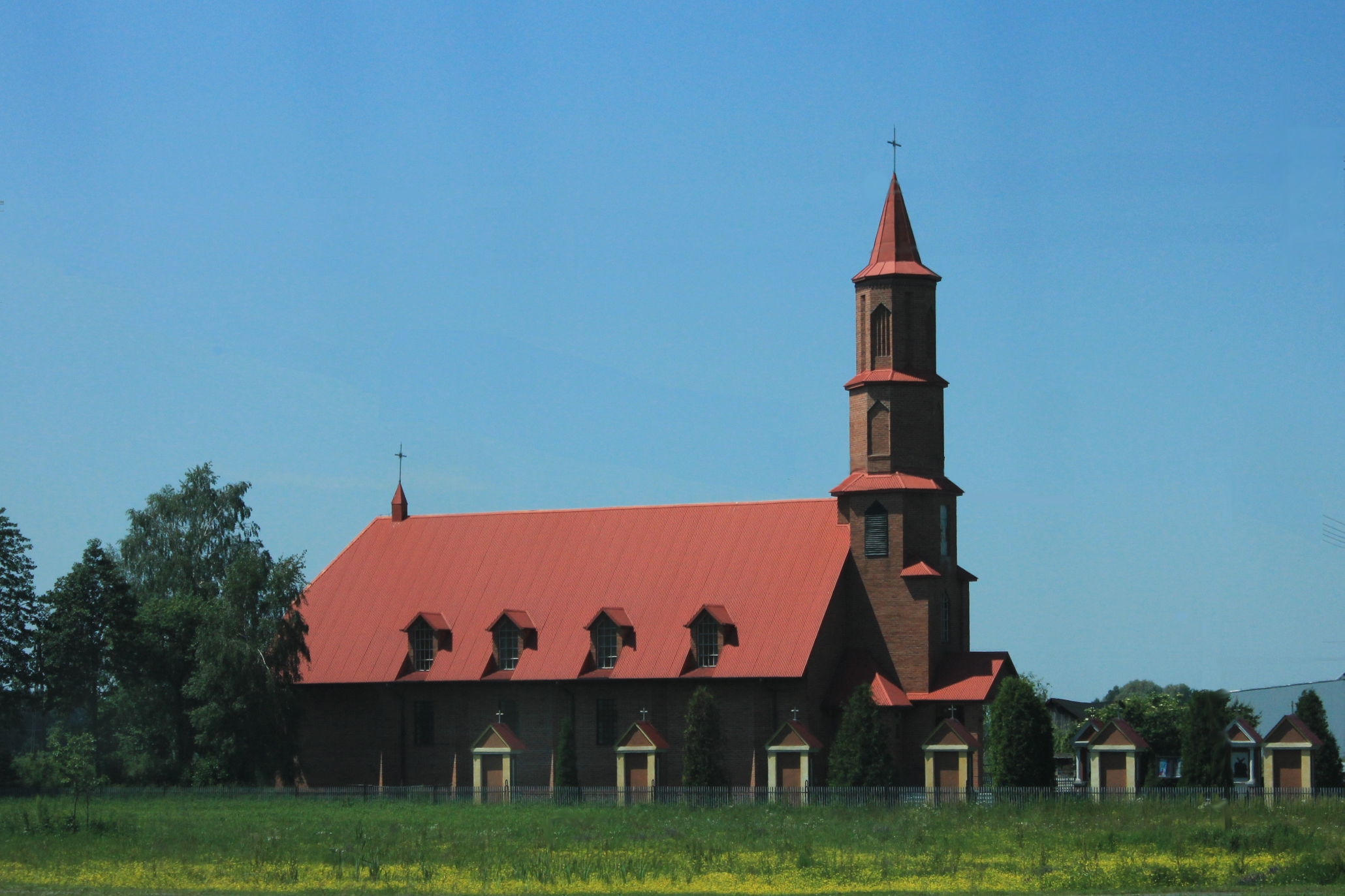
Kaplica w Żabcach

Parafia ma kaplice dojazdowe w Halasach i Żabcach.